# Мазепы
Мазе́пы (пол. Mazepa, укр. Мазе́па) — дворянский род.
Потомство Михаила или Николая Мазепы, владельца села Мазепинцы.

## Описание герба
В красном поле серебряные, перекрещенные в середине вилы, водруженные на таковом же с загнутыми концами бруске, сопровождаемые справа звездой и слева полумесяцем, обращенным вправо.
Нашлемник: три страусовых пера. Такой герб Мазепы помещён на серебряных вратах Борисоглебского собора в Чернигове, на ризе иконы Ильинской Божьей Матери Троицкого монастыря в Чернигове, на церквях, им построенных, на гравюре Мигуры 1705 года, в молитвослове изданном в 1692 году Лазарем Брановичем, архиепископом Черниговским (см. Малороссийский гербовник, стр. 104//Мазепа).

## Породнённые роды
- Ерохины, Ерохины-Мазепы.